# 4 (альбом «Ночных снайперов»)
«4» — восьмой студийный альбом российской рок-группы «Ночные снайперы», вышедший 3 сентября 2012 года в онлайн-режиме, будучи выложенным на сервисе «Яндекс.Музыка». 10 сентября состоялся официальный релиз пластинки. Презентация альбома прошла 1 декабря в Москве в клубе Stadium Live.

## Об альбоме
По словам Дианы Арбениной, и название альбома, и аранжировочные решения пришли к ней во сне. Работа над пластинкой началась в 2011 году с песен «Бунин» и There is no good in goodbye, а окончательную форму альбом, в который вошло 13 песен, обрёл летом 2012 года. Вместе с музыкантами, к работе над альбомом был привлечён Евгений Ступка — давний друг и коллега Дианы Арбениной. Для «Ночных снайперов» и Ступки это уже третья совместная работа, после альбомов «Цунами» (2002) и «SMS» (2004).
Три песни из альбома — «Бунин», «Гугл» и «Что мы делали прошлым летом» — ротировались на «Нашем радио». Все три попали в хит-парад «Чартова дюжина». Песня «Что мы делали прошлым летом» достигла 2-го места в чарте, «Гугл» — 3-го, «Бунин» — 7-го. В активной ротации также находилась песня «Поговори со мной, Ольга», которая 1 марта 2013 года заняла первое место в «Чартовой дюжине».
На всех концертах тура в поддержку альбома «4», начавшегося с сентябре, каждый зритель получал в подарок специальное издание альбома.
В декабре 2012 года был снят клип на песню «Иди ко мне» (режиссёр — Алла Сигалова), в котором главную роль сыграла Чулпан Хаматова. Сама Диана заявила:
Я этого никому никогда не рассказывала, но если бы не было песни «Иди ко мне», то вообще не было бы пластинки «4». И находясь сейчас в самом эпицентре съёмок, могу сказать, что я под огромным впечатлением от того, как вдруг сильно и глубоко заиграла моя песня в руках этих невероятно талантливых женщин. Я тоже появлюсь в кадре, но дело тут абсолютно не во мне, самое главное, что эту историю рассказывает Чулпан, то, как она её чувствует. Это потрясающе. Это не клип, это искусство в чистом виде.

## Список композиций
Слова и музыка всех песен — Дианы Арбениной, кроме бонус-трека — Борис Гребенщиков.
| №                   | Название                                  | Длительность |
| ------------------- | ----------------------------------------- | ------------ |
| 1.                  | «Амели в аду»                             | 3:15         |
| 2.                  | «Государство»                             | 4:04         |
| 3.                  | «Гугл»                                    | 3:13         |
| 4.                  | «Аисты»                                   | 3:41         |
| 5.                  | «There is no good in goodbye»             | 3:37         |
| 6.                  | «Бунин»                                   | 4:04         |
| 7.                  | «Абсолюты»                                | 3:12         |
| 8.                  | «Поговори со мной Ольга!»                 | 2:52         |
| 9.                  | «Иди ко мне»                              | 3:52         |
| 10.                 | «Что мы делали прошлым летом»             | 2:52         |
| 11.                 | «Толиутротолиночь»                        | 2:59         |
| 12.                 | «Нецке»                                   | 3:40         |
| 13.                 | «БГ (Небо становится ближе)» (бонус-трек) | 4:14         |
| Общая длительность: | Общая длительность:                       | 45:35        |

## Диана Арбенина о песнях

### Бунин
Песня появилась 26 октября 2009 года в Америке. Пока вся страна праздновала День Благодарения и ела индейку, я, запершись, писала песню. Долгое время пела её в акустике, но в какой-то момент мы решили дать ей электрическую жизнь. Аранжировка рождалась нелегко, работа получилась большая и очень плодотворная в результате. Этот результат — представляем.

### Гугл
Все родилось, как обычно, из наматывания слов на какой-то ритмический рисунок. И вот из этого песня и получилась. Не было сначала стихотворения, не было изначально какой-то музыки. Она получилась, как процентов восемьдесят песен, которые я пишу, то есть непонятно откуда пришли первые строфы, и они как раз легли на колесо ритма. Мы, вообще по большому счету уже записали альбом, и он готов. И я хотела, как обычно хочу уже 20 лет скоро будет, держать эти песни в кармане и никому их не показывать, а потом вот выйти на концерте и спеть все. Но у меня ничего не получается, вот как не получалось так и не получается. У меня если что-то есть, мне уже не терпится рассказать. Я хотела Google не петь и как только я захотела его не петь, я его тотчас же спела. Тот час же спела и настолько его сразу же приняли люди, что я поняла, конечно, что никогда не надо жаться.

### Что мы делали прошлым летом
Эта песня не про лето, а, можно сказать, про облом, что ли. Она не имеет никаких фактических деталей и привязок, как у меня бывает редко. Что касается конкретики, то мы записались исключительно потому что хотели сделать такой размеренный фанк с очень простым битом. Ну, вот, собственно, это у нас и получилось и все это будет в альбоме.

### Поговори со мной, Ольга
У меня была подруга. Так получилось, что восемь лет назад её не стало, её сбил трамвай на Обводном канале в Питере, и там очень кровавая была история, и я её до сих пор люблю, и мне, конечно, её не хватает. Её зовут Ольга Гусева, она из Магадана прилетела, мы были очень дружны, и она «снайперам» очень помогала. Это был глубоко интеллектуальный и очень образованный и очень добрый человек, который просто попал под нашу магию и не смог, на мой взгляд, просто встать на ноги и пойти своей дорогой, вот так все закончилось.